# Hase Seishu
Hase Seishu es un famoso novelista japonés famoso por sus libros de la yakuza.
Dos de sus obras, The City of Last Souls y Sleepless Town, han sido adaptadas al cine, la primera, de manos de Takashi Miike, que además lleva a cabo en la actualidad la adaptación de otro guion de Hase, la historia que creó para el exitoso videojuego que recrea el submundo de la mafia japonesa, Yakuza.